# Rossige grasmineermot
De rossige grasmineermot (Elachista rufocinerea) is een vlinder uit de familie grasmineermotten (Elachistidae). De spanwijdte bedraagt tussen de 10 en 11 millimeter.

## Waardplanten
De rossige grasmineermot heeft leden van de grassenfamilie als waardplanten, met name Arrhenarherum elatius, Festuca arundinacea en gladde witbol. De soort is een bladmineerder.

## Voorkomen in Nederland en België
De rossige grasmineermot is in Nederland een niet algemene en in België een vrij algemene soort. De soort kent één generatie, die vliegt in april en mei.